# Università di Birmingham
L'Università di Birmingham (University of Birmingham oppure informalmente Birmingham University) è un'università britannica con sede a Birmingham, nel Regno Unito. Ha ricevuto il suo royal charter, il riconoscimento regio, nel 1900 come successore della Scuola di Medicina di Birmingham (1825) e del Mason Science College (1875). Birmingham fu la prima fra le università civiche ad ottenere il riconoscimento ufficiale e quindi lo status di università.
È un membro del prestigioso Russell Group delle università della ricerca e un membro e fa parte anche del network internazionale Universitas 21. I dati del Higher Education Funding Council for England (HEFCE) posizionano Birmingham fra le 12 istituzioni di élite in Inghilterra, mentre il The Daily Telegraph l'ha descritta come parte dell'inglese "Ivy League".
La popolazione studentesca è composta da circa 16500 studenti diplomandi e 8000 diplomati e questo rende l'università la più grande della regione del West Midlands, e undicesima rispetto all'intero Regno Unito. Secondo i dati del luglio del 2006 l'università era la quarta più popolare nel Regno Unito rispetto al numero di domande di ingresso. Nel 2010 Birmingham è stata classificata al decimo posto fra le più popolari università britanniche.
L'università ospita la sede del Barber Institute of Fine Arts, con lavori di Van Gogh, Picasso e Monet, del Lapworth Museum of Geology e ospita anche Joseph Chamberlain Memorial Clock Tower, che è una torre visibile da molte parti della città e la più alta fra le torri orologio al mondo. La lista degli studenti eccellenti dell'università include il primo ministro britannico Neville Chamberlain ed undici premi Nobel.

## Sport

### Football americano
L'Università di Birmingham ha una squadra di football americano, i Birmingham Lions, che compete tanto nei campionati universitari quanto in quelli dedicati alle squadre di club e che ha vinto 4 titoli nazionali femminili.